# استفتاء عضوية جرينلاند في المجموعات الأوروبية (1982)
أُجري استفتاء على استمرار عضوية جرينلاند في المجموعات الأوروبية في 23 فبراير 1982.
انضمت جرينلاند إلى الاتحاد الأوروبي في عام 1973 عندما انضمت الدنمارك، على الرغم من أن أغلبية 70% من أصوات سكان جرينلاند في استفتاء المفوضية الأوروبية الذي أجري في الدنمارك في عام 1972 كانت ضد العضوية. في ربيع عام 1981، بعد تأسيس الحكم الذاتي لجرينلاند في عام 1979، وفوز حزب سيموت المشكك في الاتحاد الأوروبي في انتخابات عام 1979، وافق برلمان جرينلاند على إجراء استفتاء على استمرار عضويته. وكانت نتيجة الاستفتاء أغلبية لصالح مغادرة الاتحاد الأوروبي، وقد تم سن ذلك بموجب معاهدة جرينلاند، التي سمحت للمفوضية الأوروبية بالاحتفاظ بحقوقها في صيد الأسماك. لا تزال جرينلاند تعتبر إحدى دول وأقاليم ما وراء البحار التابعة للاتحاد الأوروبي، مما يمنحها علاقة خاصة مع الاتحاد.

## النتائج
| انتخاب                          | انتخاب                          | الأصوات | %      |
| ------------------------------- | ------------------------------- | ------- | ------ |
| نعم                             | نعم                             | 11٬180  | 46.98  |
| لا                              | لا                              | 12٬615  | 53.02  |
| المجموع                         | المجموع                         | 23٬795  | 100.00 |
|                                 |                                 |         |        |
| الأصوات الصحيحة                 | الأصوات الصحيحة                 | 23٬795  | 98.06  |
| الأصوات الباطلة والفارغة        | الأصوات الباطلة والفارغة        | 470     | 1.94   |
| مجموع الأصوات                   | مجموع الأصوات                   | 24٬265  | 100.00 |
| الناخبين المسجلين ومعدل الإقبال | الناخبين المسجلين ومعدل الإقبال | 32٬391  | 74.91  |
| المصدر: Harhoff                 |                                 |         |        |